# Antonino Calamo
Antonino Calamo, detto Nino Calamo (Cianciana, 9 maggio 1928 – Cianciana, 8 marzo 2021), è stato un politico italiano.
Socialista, sindaco di Cianciana dal 1956 al 1960 e dal 1990 al 1991,sindacalista e segretario generale della Cgil Agrigentina dal 1977 al 1985, è stato eletto deputato della Repubblica dal 1958 al 1963 nella III legislatura, dove è stato componente della IX commissione "lavori pubblici" e della XIV commissione "igiene e sanità pubblica", presentando otto proposte di legge, di cui una come primo firmatario. 
Dal 1968 al 1988,su designazione della Cgil regionale, è stato componente del Cda e dell'esecutivo regionale siciliano dell'Esa-Ente di sviluppo agricolo-e, successivamente fino al 1993, dell'Eas_Ente acquedotti siciliani_.